# Ahab (cómic)
Ahab (Dr. Roderick "Rory" Campbell), es un supervillano ficticio que aparece en los cómics estadounidenses publicados por Marvel Comics.
El Dr. Roderick Campbell debutó en acción en vivo como el principal antagonista de la primera temporada de la serie de televisión The Gifted interpretado por Garret Dillahunt.

## Historial de publicaciones
Basado en el Capitán Ahab de Herman Melville, pero también lleva el nombre del amigo de la infancia de Stan Lee, Rory Campbell, de Portland, Oregón, Ahab es un cyborg. La primera aparición de Ahab fue un cameo en Fantastic Four Annual # 23, como parte de la historia de "Days of Future Present".

## Biografía del personaje ficticio

### Tierra-811
En su línea de tiempo futura, Ahab era el maestro de los Sabuesos, mutantes con mente controlada que perseguían a otros mutantes para Ahab y sus amos, los Centinelas. Uno de los sabuesos, Rachel Summers, escapó de él y eventualmente viajó en el tiempo al presente. Ahab se quedó parapléjico y usó una silla flotante por un tiempo hasta que le dieron partes del cuerpo biónico. Ahab, ahora más cyborg que nunca, siguió a Rachel al pasado y trató de perseguirla a través del espíritu errante de Franklin Richards del futuro alternativo, en un momento creando perros del padre de Rachel, Scott Summers y la madre de Franklin, Sue Storm, La mujer invisible. Ahab fue derrotado por las acciones de los X-Men, X-Factor, los Nuevos Mutantes y los Cuatro Fantásticos durante el crossover "Days of Future Present".
Años más tarde, Rachel Summers finalmente derrotó a Ahab con la ayuda de sus compañeros de equipo en Excalibur. Reprograma el Molde Maestro de su futuro, haciendo que los Centinelas preserven toda la vida, incluso la de Ahab. El destino final de Ahab queda por revelar.
Más tarde, Rachel transportó a Cable a esta realidad, donde Ahab había capturado y asesinado a Cannonball, trabajó junto a una figura blindada, con luz proveniente de su ojo izquierdo. Debido al viaje en el tiempo, no se sabe en qué momento de la vida de Acab fue.
Ahab fue rescatado por Kang el Conquistador y se unió al Cráneo Rojo como uno de sus S-Men para cumplir su papel durante el Odio de la Guerra Mundial. Durante la historia de AXIS, Ahab estuvo presente cuando Magneto mató a los S-Men.
Lo que parecía ser esta versión de Ahab finalmente atacó a los X-Men en el presente para matar a uno de los X-Men originales desplazados en el tiempo, ahora con un nuevo equipo de Sabuesos que podría crear esencialmente a voluntad gracias a un par de mutantes. hermanos que había adquirido y que podían usar sus habilidades para manipular las emociones y los recuerdos para esencialmente lavar el cerebro de los mutantes para que se convirtieran en perros en cuestión de segundos en lugar de semanas, incluso logrando 'reprogramar' mutantes experimentados como Nightcrawler y Logan. Sin embargo, gracias a la intervención de un joven Cable, los X-Men originales volvieron a su tiempo después de un breve desvío para conocer a los nuevos 'sirvientes' mutantes de Ahab desde un punto después de que comenzaron a entrenar en Xavier, pero antes de que Ahab los corrompiera, permitiendo que Jean aprende cómo funcionaban sus poderes para que ella pudiera retrasar los recuerdos de los jóvenes X-Men de su tiempo en el futuro. Como resultado, Jean, Hank, Warren y Bobby recuperaron todos sus recuerdos de sus experiencias pasadas en el presente justo a tiempo para que el presente Jean deshaga lo que los niños hicieron a los otros 'sabuesos' de Ahab, lo que obligó a Ahab a abandonar su nuevos sirvientes cuando escapó, aunque fue capaz de 'reclamar' a Rachel como Sabueso ya que el dolor que le había lavado el cerebro se basó en hechos genuinos en lugar de recuerdos falsos.

### Tierra-616
Cuestiones posteriores de Excalibur revelaron que el psicólogo Dr. Rory Campbell era el hombre que se convertiría en Ahab en el futuro. Campbell había conocido a la científica de mutaciones Moira MacTaggart durante años y aceptó un puesto como su asistente en Muir Island, al mismo tiempo que el equipo de héroes mutantes Excalibur estaba estacionado allí. Intentó llegar a la isla durante una tormenta exacerbada por un ataque de Siena Blaze, y casi muere. Fue rescatado y llevado a tierra por Rachel Summers.
Después de descubrir la existencia de la realidad alternativa en la que se convirtió en el mutante que buscaba a Ahab, creando y liderando hordas de rastreadores mutantes llamados Sabuesos, Campbell se decidió a evitar que ese futuro sucediera, pero a medida que pasó el tiempo perdió la mitad de una pierna para un dispositivo de seguridad diseñado para responder a acciones violentas, después de la exposición a las feromonas del Acolyte Spoor y dejó a Excalibur para trabajar con Alistair Stuart en el Departamento como agente de enlace mutante, esperando que la posición benigna de ayudar a los mutantes le impidiera ser dañado por mutantes de una manera que desencadenaría el odio antimutante rabioso de su futuro yo alternativo.
Campbell luego intercambió todos sus conocimientos sobre el Virus Legacy a Sebastian Shaw del Club Fuego Infernal, alegando que esperaba que los mayores recursos de Shaw encontraran una cura, pero también recibió una pierna cibernética en el negocio.
Algún tiempo después, Campbell fue elegido por el inmortal supervillano Apocalipsis para unirse a los Cuatro Jinetes. Estaba alterado y ahora se parecía a Ahab, tomó la posición de "Hambruna" dentro de ese grupo y ayudó en la captura de varios de Los Doce, antes de ser enviado a una dimensión alternativa por Mikhail Rasputin.

## Poderes y habilidades
Ahab puede generar potentes arpones energéticos que se forman a partir de su propia fuerza de vida y se unen a ella. Cualquiera que intente agarrar un arpón se quema. Cada arpón está relacionado con la estructura genética de su objetivo y no puede ser movido o desviado por la energía; solo se detiene cuando golpea a su objetivo, o un pariente cercano de sangre del mismo. Un golpe de uno de estos arpones puede matar o lesionar gravemente al objetivo. Una persona que sobrevive encuentra que sus vías neuronales se queman y no puede moverse.
Ahab es un cyborg. Sus extremidades son en su mayoría de construcción artificial y, presumiblemente, esto lo hace sobrehumanamente fuerte. Hasta el momento, no ha encontrado la necesidad de participar en combates mano a mano debido a su habilidad para usar ataques a distancia, sus Sabuesos y androides gigantes. Él es en gran parte inmune a la intrusión telepática y el ataque, incluso de telépatas tan poderosos como Rachel Summers. La tecnología de Ahab le permite rastrear, vestir y controlar sabuesos.
Como Hambruna, Ahab agota la fuerza vital de sus víctimas, lo que provoca demacración y cosas peores.

## En otros medios

### Televisión
- El Dr. Roderick Campbell aparece como el principal antagonista de la primera temporada del set The Gifted en el universo X-Men interpretado por Garret Dillahunt.[15] Esta versión es el investigador mutante de Industrias Trask contratado por Servicios Centinela, quien se encuentra en una misión "moralmente dudosa", matando a "Dreamer". En el final de la temporada, es asesinado por los poderes de Polaris para derribar su avión con furia. El creador de la serie, Matt Nix comparó la adaptación de la serie del personaje cómico con los cambios realizados al adaptar el personaje de William Stryker para las películas de X-Men.[16]

### Videojuegos
- Ahab aparece como jefe en el primer juego X-Men de Sega Genesis.

### Novela
- Rory Campbell / Ahab aparece en las novelas de la trilogía 'The Legacy Quest' escrita por Steve Lyons.